# Virginio Fasan (F591)
Virginio Fasan (F591) es una fragata clase FREMM en servicio de la Armada italiana. Fue construida por el programa de fragatas multipropósito FREMM.

## Historial operativo
El 19 de noviembre de 2017, mientras patrullaba a unas 60 millas náuticas de la costa sur de Somalia, intervino tras un ataque de piratas somalíes, capturando a 6 de ellos y entregándolos a las autoridades de Seychelles.